# Locomotora a vapor PS10
La PS10 fue un modelo de locomotora de vapor tipo Pacific, diseñadas en Argentina y construidas en Gran Bretaña para el Ferrocarril Central Argentino, destinadas al servicio de pasajeros. El lote original fue de 10 unidades, numeradas desde la 191 a la 200, y entregadas en el año 1914.

## Historia
El origen de este modelo de locomotora se remonta en los desaparecidos Talleres Rosario del ex Ferrocarril Central Argentino. Allí ingenieros del taller diseñaron estas locomotoras y otros modelos, que posteriormente se las encargaban para su construcción a fabricantes del Reino Unido. Fue encargada a la prestigiosa firma North British Locomotive Company Limited, fabricándola íntegramente y entregándosela al Central Argentino en el año 1914.
Las locomotoras eran de rodados Pacific 4-6-2 y de diámetros de ruedas de un metro y ochenta centímetros, de gran elegancia y gran velocidad para los trenes de pasajeros. La nomenclatura PS10 proviene que las iniciales PS significa Passenger Superheater (en castellano: Pasajero Supercalentador). Esto significa que es una locomotora a vapor sobrecalentado; una vez que el vapor es saturado se lo pasa por los tubos recalentadores, volviendo a calentar el vapor, llegando a los cilindros seco y con mayor presión.
En muchas de las publicaciones internacionales especializadas de la época se hace referencia a la serie PS10 del Central Argentino, y siempre con adjetivos como “espléndidas” o también “majestuosas”.
Curiosamente de esta serie hubo una locomotora que entró en la leyenda y fue justamente la primera de la numeración, la N.º 191, conducida por el famoso maquinista Francisco Savio, que batió el récord sudamericano de velocidad, el 13 de febrero de 1926, en el trayecto Buenos Aires-Rosario (unos 303 km) en tan solo 3 horas y 21 minutos a un promedio de 90,4 km/h, algo increíble para la época, y estableció el récord sudamericano de velocidad para trenes.
Estas locomotoras a vapor estaban encargadas para correr los servicios expresos del Ferrocarril Central Argentino, pero a principios de los años 1930, ingresa una nueva generación de locomotoras a vapor más grandes y poderosas que era la Clase PS11 del Central Argentino, apodadas las Caprotti, debido a su motor que tenía el mecanismo de distribución Caprotti en vez de utilizar el mecanismo de distribución Walchaerts. Posteriormente se las siguieron utilizando pero en servicios menos prestigiosos y se las fueron sustituyendo gradualmente hasta que la 191, trabajó por última vez en el año 1968, convirtiéndose posteriormente en locomotora de museo. La PS10 Nº199 tiene también su historia, en ella trabajó el maquinista Carlos Gallini.

## Preservación
Solamente se ha conservado de esta serie la N.º 191, dado su gran valor histórico y por la figura de Francisco Savio. La unidad, reconstruida con partes de la N.º 196. Pertenece al Museo Nacional Ferroviario y está cedida en custodia al Ferroviario Club Central Argentino de la localidad de Pérez, en las inmediaciones de Rosario.
Su estética  Estéticamente también una preocupación de los ingenieros de esa época la serie 10 cumple con todas las famosas reglas del FCCA: casilla estándar de grandes dimensiones, aparatos termodinámicos y cañerías totalmente escondidos de la vista para no afectar la pureza de las líneas, extrema esbeltez, elegancia de formas hasta en el último detalle. Siempre fue pintada de color negro con el vistoso fileteado “passenger” del Central Argentino (blanco y rojo, pero de líneas puras, sin los tradicionales firuletes criollos), y sobre la pintura una capa de barniz para darle brillo. Todos sus elementos de bronce se pulían permanentemente, inclusive las grandes válvulas de seguridad. Cuando conducía un tren especial que así lo ameritaba, se la ornamentaba con flores, escudos y banderas y se le pintaba el miriñaque de color blanco. En su plataforma frontal, llevó pintado un diamante durante muchos años.